# سيمون أسمر
سيمون أسمر (2 يناير 1943 - 11 سبتمبر 2019) هو مخرج لبناني وصاحب فكرة برنامج استديو الفن، لُقب بصانع النجوم الأول في لبنان.

## حياته
درس الإخراج في باريس، واكتشف القائمون على تلفزيون لبنان موهبته، فأعطوه الفرصة قبل أن ينهي دراسته. بدأ سيمون أسمر مسيرته التعليمية في عام 1955 بدراسات في الفنون والإلكترونيات، ثم استكمل مسيرته في عام 1960 بدراسة هندسة الصوت. وفي عام 1961، تعمّق في مجال إعداد الفنانين، ليواصل بعدها تطوير مهاراته في عام 1968 من خلال دراسات في إعداد وإخراج البرامج.
في عام 1972، أطلق برنامجه ستوديو الفن للمواهب، وهو الأول من نوعه في الوطن العربي. ومنذ ذلك الوقت عمل معدًا ومخرجًا لمئات البرامج الفنية والترفيهية والسياسية والثقافية، بالإضافة لبرامج المسابقات وغيرها في المؤسسة اللبنانية للإرسال حيث كان مدير قسم برامج المنوعات فيها ومسؤول عن العلاقات العامة بها وعضو في مجلس إدارة برامجها، وقبل ذلك عمل في مناصب شبيهة في تلفزيون لبنان، قبل أن ينتقل إلى قناة ال إم تي في حيث عمل إلى أن وافاه الأجل.
كان سيمون أسمر صاحب ومطلق فكرة نهر الفنون وهو أكبر تجمع سياحي فني.
رئيس مجلس إدارة وأحد الشركاء في شركة ستوديو الفن،
كما كان مستشارًا وشريكًا مع مروان أبو الغنم في شركة ميلودي للإنتاج الفني في دبي. من أبرز النجوم الذين صنعهم أسمر: عبدو ياغي، وماجدة الرومي، ووليد توفيق وغسان صليبا وربيع الخولي وراغب علامة وماري سليمان وعاصي الحلاني ونوال الزغبي ووائل كفوري، وإليسا وفارس كرم ورامي عياش وميريام فارس وزين العمر، وإعلامياً نضال الأحمدية، وليليان إندراوس وعبد الغني طليس بالشعر، ورودي رحمة بالعزف والتوزيع الموسيقي، وجان ماري رياشي، ونقولا سعادة نخلة الذي نجح في استديو الفن عن فئة العزف على العود.
نال أكثر من عشرين جائزة في لبنان ومختلف أنحاء العالم منها جائزة أفضل مبدع تلفزيوني عام 1994 وجائزة مفتاح سيدني في أستراليا في العام نفسه، وعام 1997 قدمت له موسوعة جائزة العام الدولية وفي عام 2003 وبمناسبة مرور 44 عاماً على خدماته في مجال الفن كرمته لجنتا تخليد عمالقة الشرق وأصدقاء سيمون أسمر. أما مجموع أعماله في المجال المرئي والمسموع فيفوق المئة برنامجاً.
في عام 2014، قدّم سيمون أسمر برنامجًا لاكتشاف المواهب بعنوان «صوتك شغلة» بالتعاون مع المغني أمير يزبك، إلا أن البرنامج لم يحقق النجاح المتوقع، حيث بدا أنه يفتقر إلى العناصر اللازمة للنجاح ولم يكن في مكانه المناسب. لاحقًا، شارك أسمر في الموسمين الأخيرين من برنامج «ديو المشاهير»، حيث أثارت تعليقاته الجارحة على المشتركين انتقادات واسعة.

## حياته الخاصة
تزوج من ندى كريدي في 10 شباط1977 ولهما ثلاثة أولاد: وسيم، وكريم، وبشير.

## قضية سجنه
بدأت أحداث القضية في عام 2013 عندما عثر على شاب كان يعمل لدى سيمون أسمر في أحد مطاعمه مقتولًا، مما استدعى استدعاءه للتحقيق، خاصة بعد أن تبين أن الشاب كان يبتزه بمبالغ مالية كبيرة. أثبتت التحقيقات أن لا علاقة له بالجريمة، إلا أن القوى الأمنية احتجزته بعد اكتشاف بلاغات بحقه تتعلق بشيكات دون رصيد بقيم مالية ضخمة. قضى أسمر عشرة أشهر في السجن، وخلال هذه الفترة تم تسريب صورة له وهو نائم في السجن، مما أثار غضب عائلته. تعرض خلال فترة سجنه لأزمة صحية نُقل على إثرها إلى المستشفى، وقيل إن صحته بدأت في التدهور منذ دخوله السجن. اضطر إلى بيع منزله الذي كانت قيمته تُقدر بستة ملايين دولار، كما ساعده أحد رجال الأعمال في تسديد ديونه، مما ساعده في الخروج من السجن.

## وفاته
كان سيمون أسمر يعاني من مشاكل صحية في المسالك البولية وسرطان البروستاتا، بالإضافة إلى مضاعفات أثرت على الكلى، مما استدعى خضوعه لعملية زراعة كلى ومكوثه في المستشفى لتلقي العناية الطبية اللازمة. لكنه توفي في 11 سبتمبر 2019 عن عمر يناهز 76 عامًا بعد صراع طويل مع مرض الكلى.